# Friedrich II. von Zollern

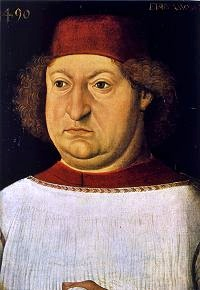
Bischof Friedrich II. von Zollern. Porträt von Hans Burgkmair dem Älteren

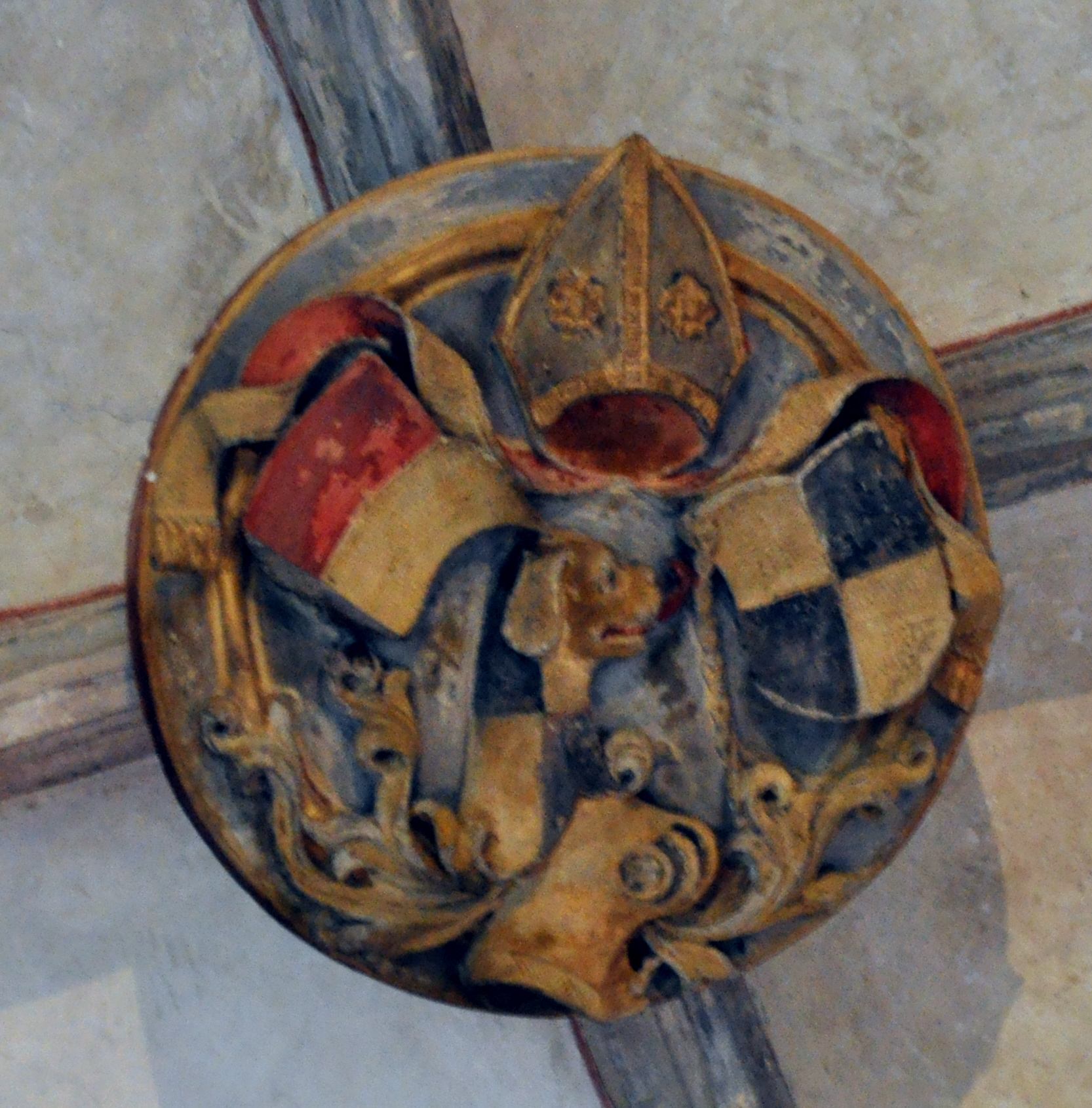
Wappen des Bischofs im Kreuzgang des Augsburger Doms, um 1486–1488 (Wappen Zollern und Wappen des Hochstifts Augsburg)

Friedrich II. von Zollern (* 1451; † 8. März 1505 im Schloss Dillingen) war von 1486 bis zu seinem Tod Bischof von Augsburg.

## Familie
Friedrich war der älteste Sohn von Jobst Nikolaus I., Graf von Hohenzollern, und Agnes von Werdenberg, einer Schwester von Graf Hugo XI. von Werdenberg und Bischof Johann II. von Augsburg. Graf Eitel Friedrich II. war einer seiner Brüder, Georg Truchsess von Waldburg-Zeil, der „Bauernjörg“, einer der Neffen.

## Leben
Friedrich war Kanoniker in Konstanz und Straßburg. Er studierte an der Universität Freiburg und der Universität Erfurt, wo er 1470 Rektor der Universität wurde. Ab 1477 amtierte er als Rektor in Freiburg und lernte hier den Theologen Johann Geiler von Kaysersberg kennen. Ihr Verhältnis vertiefte sich in Straßburg, wo Friedrich Domdekan wurde und Geiler als Prediger am Straßburger Münster wirkte.
Nach dem Tod des Augsburger Bischofs Johann II. von Werdenberg, seines Onkels, wählte man ihn, mit habsburgischer Unterstützung, 1486 zu dessen Nachfolger. Sein unterlegener Gegenkandidat war hierbei Prinz Johann von Pfalz-Mosbach (1443–1486), der aus Enttäuschung über seine Ablehnung ins Heilige Land fuhr und dort noch im gleichen Jahr umkam. Die Bischofsweihe spendete ihm Otto von Sonnenberg, Bischof von Konstanz.
Die Allgemeine Deutsche Biographie führt zur Übernahme des Bischofsamtes durch Friedrich von Zollern aus: „Von Geiler mit Nachdruck auf die mit seiner hohen Würde verbundenen Verpflichtungen hingewiesen, war er darauf bedacht, für seine Person mehr als die meisten gleichzeitigen Bischöfe den geistlichen Charakter seines Amtes zu wahren. Er verrichtete bei festlichen Gelegenheiten die gottesdienstlichen Handlungen selbst, trug im Gegensatz zu seinen Standesgenossen, deren Aufzug, wie er selbst sagte, oft dem von Musikanten glich, eine einfache, würdige Tracht und führte glaublich ein keusches und reines Leben bis an sein Ende.“ Gleich zu Beginn seiner Amtszeit berief er eine Diözesansynode in Dillingen ein, er gewann seinen Freund Geiler von Kaysersberg 1488 und 1490 als Gastprediger im Augsburger Dom. Friedrich visitierte die Klöster und förderte die Reformbestrebungen des Benediktinerordens. Im Jahre 1500 wurde die Basilika St. Ulrich und Afra geweiht.
Das Hochstift wurde durch die Einlösung der Pfandschaft von Pfaffenhausen und den Erwerb der Herrschaft Aislingen vergrößert und trat 1497 dem Schwäbischen Bund bei. Der römisch-deutsche König und spätere Kaiser Maximilian wurde durch Darlehen und Truppen bei Kämpfen mit den Schweizern und im Landshuter Erbfolgekrieg unterstützt.
Angenehm und freundlich war das Verhältnis des Bischofs zu seiner Familie. Seinem Vater brachte er zeitlebens kindliche Liebe und Verehrung entgegen. Den Kindern seiner Geschwister war er ein wohlwollender und sorgsamer Onkel.
Friedrich starb unerwartet, an einer plötzlichen Krankheit, am 8. März 1505, im bischöflichen Schloss zu Dillingen und wurde in der Gertrudenkapelle des Augsburger Doms bestattet. Er hatte bereits für sich ein Sterbelied verfasst und seine Grabstätte selbst vorbereiten lassen.